# Röntgen (Einheit)
Das Röntgen (Abkürzung: R) ist eine veraltete Maßeinheit für die Ionendosis. Sie wurde nach dem deutschen Physiker Wilhelm Conrad Röntgen benannt.

## Abgrenzung
Die Maßeinheit Röntgen war definiert als die Strahlenmenge, die nötig ist, um durch ihren ionisierenden Effekt positive und negative Ionen von einem Franklin (eine elektrostatische Einheit, Ladungseinheit im cgs-System) im Volumen von einem Kubikzentimeter (1 cm³) Luft bei Normalbedingungen freizusetzen. Das entspricht etwa der Strahlenmenge von 0,00877 Gray in trockener Luft und 0,0096 Gray in Gewebe.
Die SI-Einheit für die Ionendosis ist Coulomb pro Kilogramm (C kg−1):
{\displaystyle \mathrm {1\,R=2{,}58\cdot 10^{-4}\,{\frac {C}{kg}}} }
{\displaystyle \mathrm {1\,{\frac {C}{kg}}\approx 3{,}876\cdot 10^{3}\,R} }
Anders beschrieben erzeugt eine Dosis von 1 Röntgen pro Kubikzentimeter Luft etwa 2 Milliarden Ionenpaare.
Ursprünglich wurde für das Röntgen das Einheitenzeichen r eingeführt. Die Definition wurde im Jahr 1928 in Stockholm in den Richtlinien einer Internationalen Kommission festgelegt und im Jahr 1953 auf einer Tagung der Internationalen Kommission für Strahlungseinheiten und Messung in Kopenhagen umformuliert.
In der Europäischen Union wurde mit der Richtlinie 80/181/EWG das Internationale Einheitensystem (SI) verbindlich vorgeschrieben. Die alleinige Verwendung der Einheit Röntgen ist im Geschäftsverkehr seit 31. Dezember 1985 nicht mehr zulässig.